# دوري جزر المالديف لكرة القدم 2014
دوري جزر المالديف لكرة القدم 2014 هو موسم من دوري جزر المالديف لكرة القدم ‏. فاز فيه نادي نيو راديانت.